# Snowboard freestyle

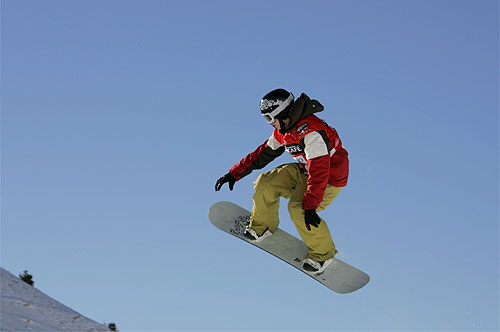
Snowboarder freestyle

Le snowboard freestyle (anglicisme) ou la planche acrobatique de neige (ou artistique) est la pratique de la planche à neige de figures, apparue dans les années 1980 et héritière du skateboard. Cette discipline de planche acrobatique consiste pour ses pratiquants à exécuter des figures libres lors de sauts pratiqués à l'aide de structures diverses utilisées comme tremplin. Elle a principalement lieu dans des zones spéciales dédiées comme les snowparks ou en milieu urbain. Elle peut aussi être pratiquée en hors-piste (backcountry en anglais). Cette discipline est considérée comme un sport extrême.
Le snowboardeur qui pratique le snowboard freestyle est appelé freestyleur (freestyler), ou plus généralement rideur (rider). Les épreuves de snowboard freestyle disputées en Coupe du monde, aux championnats du monde et aux Jeux olympiques sont le half-pipe, le slopestyle, le big air et le snowboard-cross...  

## Histoire
Les origines du snowboard sont difficiles à déterminer avec certitude. On peut en retrouver les prémices dans les années 1920. Dès cette époque, il semble que, indépendamment de toute invention ou commercialisation, de nombreuses personnes se soient amusées à glisser sur la neige debout sur une planche. C'est beaucoup plus tard qu'auront lieu les premiers dépôts de brevets et les batailles juridiques qui permettent aujourd'hui à Jake Burton d'affirmer qu'il est l'inventeur du snowboard. Pourtant de nombreuses personnes revendiquent, à tort ou à raison, un rôle déterminant dans sa création, ou même sa paternité. Et s'ils sont en effet nombreux à avoir joué un rôle dans l'histoire de ce nouveau sport de glisse, il est difficile de mesurer l'importance de l'apport de chacun. En outre de nombreux pionniers ont développé des innovations identiques chacun de leurs côtés.
L'histoire du snowboard c'est l'histoire de deux pratiques ancestrales qui doivent leur improbable rencontre à la modernité. Le ski était un moyen de transport scandinave dont l’origine remonte à la nuit des temps. Le surf est à l'origine une pratique sportive d'Hawaii qui représente un élément important et constitutif de la vie et de l'organisation de la communauté de l'île. Son origine remonte au moins au XVe siècle. Dans la deuxième moitié du XIXe siècle, le ski est devenu un sport. Un demi-siècle plus tard il allait rencontrer le surf et entraîner l'engrenage apparemment inéluctable de la création du snowboard. Pendant la lente maturation du snowboard, le surf va donner naissance à un autre avatar : le skateboard. Bien que créé beaucoup plus tard (1950 contre 1920), ce sport se développera plus vite, notamment grâce à sa simplicité de fabrication. Le snowboard, plus complexe et plus cher sera plus long à être mis au point et à s'imposer. Il aura donc l'occasion de s'inspirer de son cadet. Mais rappelons bien que si le skateboard a pu influencer le snowboard, il est plus jeune d'une trentaine d'années et ne peut donc en aucun cas en être considéré comme l'ancêtre. Leurs seuls rapports de filiation sont avec leur ancêtre commun : le surf.
Pour citer les personnes ayant joué un rôle dans l'apparition, le développement et la popularisation du snowboard, on peut commencer par le nageur olympique américain d'origine hawaïenne Duke Kahanamoku responsable de la promotion du Surf dans le monde dès les années 1910, sans lui on aurait probablement pas essayé en 1920 de glisser sur la neige debout sur des fûts de bois dans cette position étrange. On peut ensuite citer M.J. Burchett, Tom Sims, Sherman Poppen, Dimitrije Milovich, l'équipe de Flite Snowboards, Jake Burton Carpenter, Mark Anolik, Regis Roland, Serge Dupraz, Jean Philippe Garcia (le Gourou du Freestyle), Maurice Lejeune (le fondateur de l'ISF), Gerard Rougier (le fondateur de l'AFS), Remi Forsans le fondateur du World Snowboard Day, Ken Achenback (Camp of Champions) et bien d'autres.
Il a fallu quelques années pour que le snowboard atteigne une véritable reconnaissance, notamment par les stations de sports d'hiver qui l'ont pendant un temps interdit.
Le snowboard est devenu un sport olympique en 1998.

## Description
Le snowboard freestyle consiste à effectuer en snowboard des sauts à partir de différentes structures en neige ou en métal appelées modules, puis d'accomplir en l'air des figures, dits tricks, avant d'atterrir, c'est-à-dire retomber sur la planche (ou board) en position normal ou switch.
Le but recherché est multiple : performance, esthétique du saut, sensations lors du vol, spectacle.
Le freestyle backcountry désigne une pratique de la discipline en dehors des pistes de ski. Il s'agit de pratiquer le freestyle lors d'un run de hors-piste agrémenté de sauts de corniches ou barres rocheuses, dans des espaces vierges.

## Équipement
L'équipement de base se compose : 
- d'une planche de snowboard freestyle généralement constituée d'un noyau bois ou mousse, qui à la particularité d'être symétrique, à doubles spatules (twin-tips) afin de permettre une glisse ou un replaquage dans les deux sens, d'être assez courte, plus large, plus légère et plus souple qu'une planche de snowboard alpin.
- d'une paire de fixations à coques.
- d'une paire de chaussures de snowboard souples (ou boots)
- le port du casque pour la pratique du snowboard freestyle est fortement conseillé. Il permet d'atténuer l'effet des chocs à la tête, fréquents lors des réceptions ratées.
- les chutes pouvant être violentes, le port de lunettes de soleil est à proscrire, car les verres pourraient se briser et entraîner de graves lésions aux yeux. Il est plutôt conseillé de porter un masque. Ce dernier étant aussi un accessoire à usage esthétique qui participe à l'image du freestyleur.
- enfin, pour la pratique des barres de slide notamment, le port d'une protection dorsale renforcée est conseillé.

## Modules
Le snowboard freestyle consiste en des sauts sur ou à l'aide de différentes structures :
- Big air
- Hip
- Step-up
- Half-pipe
- Quarter-pipe
- Barre de slide
- Waterslide
- Box
- Wall
- Corner
- Kicker
- Road gap

## Tricks
Le panel de figures faisables en l'air augmente de jour en jour à mesure que les freestyleurs progressent. On peut néanmoins classer les tricks en plusieurs catégories.

### Les types de tricks

#### La manière de rider
Tout d'abord, il faut savoir qu'il y a deux positions sur sa planche : regular ou goofy. Un rider regular aura son pied gauche devant et un rider goofy aura son pied droit devant. Après un certain moment, les planchistes sont capables de descendre dans les deux positions. Un rider regular qui descend en position goofy, dira qu'il descend « switch ». Généralement, une manœuvre sera considéré comme plus difficile quand elle est effectuée « switch ».

#### Lesgrabs
Un grab consiste à attraper la planche avec la main pendant le saut. Le verbe anglais to grab signifie « attraper. »
Il existe plusieurs types de grabs selon la position de la saisie et la main choisie pour l'effectuer, avec des difficultés variables :
- mute : saisie de la carre frontside de la planche entre les deux pieds avec la main avant ;
- sad ou melancholie ou style week : saisie de la carre backside de la planche, entre les deux pieds, avec la main avant ;
- indy : saisie de la carre frontside de la planche, entre les deux pieds, avec la main arrière ;
- stalefish : saisie de la carre backside de la planche entre les deux pieds avec la main arrière ;
- tail grab : saisie de la partie arrière de la planche, avec la main arrière ;
- nose grab : saisie de la partie avant de la planche, avec la main avant ;
- japan ou japan air : saisie de l'avant de la planche, avec la main avant, du côté de la carre frontside.
- seat belt: saisie du carre frontside à l'arrière avec la main avant ;
- truck driver: saisie du carre avant et carre arrière avec chaque main (comme tenir un volant de voiture)

Un grab est d'autant plus réussi que la saisie est longue. De plus, le saut est d'autant plus esthétique que la saisie du snowboard est franche, ce qui permet au rideur d'accentuer la torsion de son corps grâce à la tension de sa main sur la planche. On dit alors que le grab est tweaké (le verbe anglais to tweak signifie « pincer » mais a également le sens de « peaufiner »).

#### Les rotations
On désigne par le mot « rotation » uniquement des rotations horizontales ; les rotations verticales sont des flips. Le principe est d'effectuer une rotation horizontale pendant le saut, puis d'attérir en position switch ou normal. La nomenclature se base sur le nombre de degrés de rotation effectués  :
- un 180 désigne un demi-tour, soit 180 degrés d'angle ;
- 360, trois six pour un tour complet ;
- 540, cinq quatre pour un tour et demi ;
- 720, sept deux pour deux tours complets ;
- 900 pour deux tours et demi ;
- 1080 ou big foot pour trois tours ;
- etc.

Une rotation peut être frontside ou backside : une rotation frontside correspond à une rotation orientée vers la carre backside. Cela peut paraître incohérent mais l'origine étant que dans un halfpipe ou une rampe de skateboard, une rotation frontside se déclenche naturellement depuis une position frontside (i.e. l'appui se fait sur la carre frontside), et vice-versa. Ainsi pour un rider qui a une position regular (pied gauche devant), une rotation frontside se fait dans le sens inverse des aiguilles d'une montre. 
Une rotation peut être agrémentée d'un grab, ce qui rend le saut plus esthétique mais aussi plus difficile car la position tweakée a tendance à déséquilibrer le rideur et désaxer la rotation. De plus, le sens de la rotation a tendance à favoriser un sens de grab plutôt qu'un autre. Les rotations de plus de trois tours existent mais sont plus rares, d'abord parce que les modules assez gros pour lancer un tel saut sont rares, et ensuite parce que la vitesse de rotation est tellement élevée qu'un grab devient difficile, ce qui rend le saut considérablement moins esthétique.
Pour entrer sur une barre de slide, le rideur peut se mettre perpendiculaire à l'axe de la barre et fera donc un quart de tour en l'air, modulo 360 degrés — il est possible de faire n tours complets plus un quart de tour. On a donc la dénomination suivante pour ce type de rotations :
- 90 pour un quart de tour simple ;
- 270 pour trois quarts de tours ;
- 450 pour un tour un quart ;
- 630 pour un tour trois quarts ;
- 810 pour deux tours un quart ;
- etc.

#### Les flips
Un flip est une rotation verticale. On distingue les front flips, rotations en avant, et les back flips, rotations en arrière.
Il est possible de faire plusieurs flips à la suite, et d'ajouter un grab à la rotation.
Les flips agrémentés d'une vrille existent aussi (Mac Twist, Hakon Flip...), mais de manière beaucoup plus rare, et se confondent souvent avec certaines rotations horizontales désaxées.
Néanmoins, en dépit de la difficulté technique relative d'une telle figure, le danger de retomber sur la tête ou la nuque est réel et conduit certaines stations de ski à interdire de telles figures dans ses snowparks.

#### Les rotations désaxées
Une rotation désaxée est une rotation initialement horizontale mais lancée avec un mouvement des épaules particulier qui désaxe la rotation. Il existe différents types de rotations désaxées (corkscrew ou cork, rodeo, misty, etc.) en fonction de la manière dont est lancé le buste. Certaines de ces rotations, bien qu'initialement horizontales, font passer la tête en bas.
Bien que certaines de ces rotations soient plus faciles à faire sur un certain nombre de tours (ou de demi-tours) que d'autres, il est en théorie possible de d'attérir n'importe quelle rotation désaxée avec n'importe quel nombre de tours, en jouant sur la quantité de désaxage afin de se retrouver à la position verticale au moment voulu.
Il est également possible d'agrémenter une rotation désaxée par un grab.

#### Les slides
Un slide consiste à glisser sur une barre de slide. Le slide se fait soit avec la planche dans l'axe de la barre, soit perpendiculaire, soit plus ou moins désaxé.
On peut slider avec la planche centrée par rapport à la barre (celle-ci se situe approximativement au-dessous des pieds du rideur), mais aussi en nose slide, c'est-à-dire l'avant de la planche sur la barre, ou en tail slide, l'arrière de la planche sur la barre.

#### Lesone foottricks
Figures réalisée avec un pied décroché de la fixation, afin de tendre la jambe correspondante pour mettre en évidence le fait que le pied n'est pas fixé. Ce type de figure est extrêmement dangereuse pour les ligaments du genou en cas de mauvaise réception.

#### Old school
Le terme old school désigne un style de freestyle caractérisée par en ensemble de figure et une manière de réaliser des figures passée de mode, qui fait penser au freestyle des années 1980 - début 1990 (par opposition à new school) :
- figures désuètes : Japan air, rocket air, ...
- rotations effectuées avec le corps tendu
- figures saccadées, par opposition au style new school qui privilégie l'amplitude

À noter que certains tricks old school restent indémodables :
- Backside Air
- Method Air

### Dénomination des tricks

#### Sauts
Les tricks sont pour la plupart du temps, des rotations qui peuvent être de plusieurs types, combinées ou non avec un grab, et effectuées en position normal ou switch. La dénomination des figures ainsi créées répond à l'usage suivant  :
- d'abord le mot « switch » si la figure est effectuée du côté non naturel
- ensuite le nom du type de désaxage de la rotation si la figure est une rotation désaxée
- puis le nom de la rotation elle-même, c’est-à-dire le nombre de degrés effectués
- si la figure est grabée, le nom du grab

Par exemple, un « switch rodeo cinq tail grab » est un saut dans lequel le rider part de son côté non naturel, fait une rotation horizontale d'un tour et demi avec un désaxage de type rodeo, et attrape l'arrière de sa planche pendant la rotation.
La connaissance du mode de départ (normal ou switch) et du nombre de tours suffit à connaître le sens dans lequel le rideur atterrira .

#### Barre de slide
Pour les barres de slide, la dénomination se fait de la manière suivante :
- d'abord le nom de la figure d'entrée si elle est autre qu'un 90, suivi du mot anglais to
- le nom du slide (nose slide ou tail slide) ou le mot anglais rail si le slide est classique
- enfin le nom de la figure de sortie si elle est autre qu'un 90, précédée du mot anglais to

Par exemple, un switch 270 to rail signifie que le rideur part du côté non naturel, qu'il effectue trois quarts de tour avant de slider normalement sur la barre, puis qu'il sort avec un quart de tour.
Un « rail to switch » signifie que le rider est sorti de la barre avec un quart de tour qui l'a amené de son côté non naturel. De même, le « switch to rail » consiste à entrer sur la barre en partant en arrière et en effectuant un quart de tour.
Lorsque le rideur effectue une rotation au milieu de la barre, on rajoute au nom de la figure un « to figure to rail ». Par exemple, un 270 to rail to 180 to rail to switch signifie que le rideur rentre sur la barre avec 3 quarts de tours, puis effectue un demi-tour en milieu de barre (que les riders appellent aussi « sexchange »), et sort enfin avec un quart de tour qui le fait atterrir en arrière.
Parfois, quand seule la figure d'entrée ou de sortie est notable, par exemple un 630, on parle d'un « 630 in » ou « 630 out ».

## Compétitions

### Disciplines
Il existe 4 disciplines de freestyle courues en compétition :
- Le big air
- Le half-pipe
- Le slopestyle : un enchainement de différents modules
- Le boardercross
- Le street

Le slopestyle, le half-pipe, big air, street et le boardercross sont disciplines courues aux X Games, équivalents des Jeux olympiques pour les sports extrêmes. Le half-pipe est appelé SuperPipe car le module est beaucoup plus gros qu'à l'habitude (pour les Jeux olympiques par exemple), et le boardercross s'appelle Snowboarder X (prononcez Snowboarder Cross).
Le half-pipe (Nagano 1998), boardercross (Turin 2006), slopestyle (Sotchi 2014) et nouvellement le big air (Pyeongchang 2018) font partie des disciplines olympiques

### Notation
Les compétitions de freestyle sont le sujet de controverses. 
Un compromis semble avoir été atteint aujourd'hui avec un système de notation laissant une bonne place à des notions volontairement subjectives, comme l'esthétique générale du rideur.
Globalement, le regroupement de sports extrêmes, généralement visuels, aux X Games contribue à conserver l'esprit d'ouverture et de spectacle du freestyle : de telles compétitions sont aujourd'hui surtout un grand spectacle visuel dans lequel le podium n'a qu'un intérêt secondaire.
À noter aussi qu'il y a un combat de juridiction entre FIS et TTR. FIS est une organisation plus ancienne qui autrefois ne s'occupait que du ski. Ensuite, avec l'apparition du snowboard, FIS a naturellement pris en charge ce sport. Par contre, la philosophie et la pratique du snowboard ne convient plus ou moins à l'organisation FIS et c'est pourquoi le circuit TTR est apparue.

## Principaux snowboarders freestyle
- Scotty James
- Jonas Emery
- Nicolas Muller
- Darius Heristchian
- Bryan Iguchi
- Marc Franck Montoya
- Torstein Horgmo
- Chris Brad Shaw
- Danny Kass
- Markus Keller
- Antti Autti
- Mathieu Crepel
- Eero Ettala
- Heikki Sorsa
- Terje Haakonsen
- Keenan Humair
- Craig Kelly
- Jamie Lynn
- Peter Line
- Joni Malmi
- JP Walker
- Travis Rice
- Devon Walsh
- Shaun White
- Andreas Wiig
- Scotty Vine
- Jon Kooley
- Bryan Fox
- Peetu Piiroinen
- Halldor Helgason
- Eiki Helgason
- Sebastien Toutant
- Mark Mcmorris
- Xavier De Le Rue
- Iouri Podladtchikov
- Boris Mouton